# Buhovo
Buhovo (en búlgaro: Бухово) es una ciudad de Bulgaria en la provincia de Sofía capital.

## Geografía
Se encuentra a una altitud de 688 m s. n. m. a 25 km de la capital nacional, Sofía.

## Demografía
Según estimación 2012 contaba con una población de 2 103 habitantes.
|         | 2004  | 2005  | 2006  | 2007  | 2008  | 2009  | 2010  | 2011  |
| Mujeres | 1 517 | 1 526 | 4 831 | 1 525 | 1 522 | 1 528 | 1 518 | 1 390 |
| Varones | 1 386 | 1 397 | 4 706 | 1 408 | 1 410 | 1 419 | 1 434 | 1 363 |
| Total   | 2 903 | 2 923 | 9 537 | 2 933 | 2 932 | 2 947 | 2 952 | 2753  |